# 밤의 문이 열린다
"밤의 문이 열린다"는 대한민국의 2019년 판타지 스릴러 드라마 영화이다. 유은정이 감독과 각본을 맡았으며, 감독의 장편 데뷔 영화이기도 하다. 한해인, 전소니, 감소현, 이승찬, 홍승이가 출연하였다.

## 캐스팅
- 한해인 : 강혜정 역
- 전소니 : 유효연 역
- 감소현 : 전수양 역
- 이승찬 : 이민성 역
- 홍승이 : 형사 한성원 역
- 이근후 : 전광식 역
- 이자민 : 유지연 역
- 최솔희 : 차미숙 역
- 홍승이 : 형사 한성원 역
- 지정훈 : 형사 장욱 역
- 조영지 : 공장동료 성주 역
- 이도윤 : 공장동료 호태 역
- 라경덕 : 공장 소장 역
- 채정숙 : 공장 동료들 역
- 김다운 : 공장 동료들 역
- 김보식 : 공장 동료들 역
- 김신재 : 공장 동료들 역
- 엄두환 : 공장 동료들 역
- 임민재 : 공장 동료들 / 버스 승객 역
- 최경호 : 공장 동료들 역
- 고기훈 : 사진 찍는 형사 역
- 김강식 : 경찰 / 감식반 역
- 서정원 : 경찰 / 감식반 역
- 손한이 : 경찰 / 감식반 역
- 안승혁 : 경찰 / 감식반 역
- 유준상 : 경찰 / 감식반 역
- 조성훈 : 건물 관리인 역
- 윤진 : 이홍구 형사 역 (목소리)
- 장우진 : 병원환자 준호 / 터널 행인 역
- 김덕수 : 병원 환자들 역
- 나가이 : 병원 환자들 역
- 오예석 : 병원 환자들 역
- 이현인 : 병원 환자들 역
- 허수영 : 병원 환자들 / 마트 손님 역
- 곽은미 : 병원 의사 역
- 이주환 : 준호 보호자 역 (목소리)
- 박민일 : 버스 승객 역
- 박완 : 버스 승객 역
- 이완민 : 버스 승객 역
- 정욱 : 마트 계산원 역
- 이동하 : 마트 손님 역
- 이혜성 : 마트 손님 역
- 박종범 : 오토바이 운전자 역

## 수상
| 상                            | 시상식 날짜     | 부문              | 수상자 및 후보 | 결과 | 참고        |
| ----------------------------- | --------------- | ----------------- | -------------- | ---- | ----------- |
| 제22회 부천국제판타스틱영화제 | 2018년 7월 20일 | 부천 초이스: 장편 |                | 후보 | [ 1 ] [ 2 ] |
| 제22회 부천국제판타스틱영화제 | 2018년 7월 20일 | 관객상            |                | 수상 | [ 1 ] [ 2 ] |
| 제44회 서울독립영화제         | 2018년 12월 7일 | 새로운선택: 장편  |                | 후보 |             |

## 같이 보기
- 2019년 대한민국의 영화 목록